# Перрі Шейкс-Дрейтон
Пейрреша Александра (англ. Peirresha Alexandra, відома як Перрі Шейкс-Дрейтон (англ. Perri Shakes-Drayton) — британська легкоатлетка, спринтерка, спеціалістка з гладкого та бар'єрного бігу на 400 метрів, призерка чемпіонатів світу та Європи, переможниця чемпіонатів світу та Європи в приміщенні.
Перрі народилася в Лондоні в родині вихідців з Гренади, закінчила Університет Брунеля.
Перші спортивні нагороди міжнародного рівня — дві бронзові медалі — Шейкс-Дрейтон здобула на чемпіонаті Європи 2010 року, що проходив у Барселоні на дистанції 400 м з бар'єрами та в естафеті 4 по 400 метрів. 
Бронзову медаль чемпіонату світу 2011 року, що проходив у Тегу, вона отримала після дискваліфікації російської збірної, оскільки британська естафетна команда фінішувала четвертою. На Лондонському чемпіонаті світу 2017 року британська естафетна четвірка фінішувала другою, що ппринесло їй срібні нагороди. Шейкс-Дрейтон не брала участі в фіналі, лиш в попередньому забігові.